# Mordet på Phan Thi Mao
Mordet på Phan Thi Mao avser kidnappningen, våldtäkten och mordet på den 21-åriga Phan Thi Mao, en ung vietnamesisk kvinna som den 18 november 1966 kidnappades av en amerikansk trupp under Vietnamkriget. Fallet uppmärksammades efter journalisten Daniel Lang skrev en artikel om det i tidningen The New Yorker och senare en bok. Bland annat filmen Uppgörelsen är baserad på David Langs berättelse om fallet.

## Mordet
Den 17 november 1966 när en trupp med fem amerikanska soldater skulle ut på ett uppdrag under Vietnamkriget bestämde sig dessa för att kidnappa och våldta en ung vietnamesisk kvinna från en närliggande sydvietnamesisk by; detta skulle vara "bra för gruppens moral" enligt soldaterna. Klockan 05.00 på morgonen den 18 november gick truppen in i den lilla byn Cat Tuong och letade efter en ung kvinna. Efter att de hittat Phan Thi Mao band de hennes handleder och tog med henne på uppdraget. När soldaterna hittade en övergiven hydda i djungeln, våldtog och misshandlade fyra av dessa fem soldater kvinnan där. Den femte soldaten, Robert M. Storeby, vägrade emellertid att göra det. Följande dag, i samband med en konfrontation med FNL, blev soldaterna oroliga att kvinnan skulle upptäckas och bestämde sig för att döda henne. En av soldaterna knivhögg henne flera gånger men hon överlevde och försökte fly men soldaterna följde efter och sköt henne till döds.

## Efterverkningar
Robert M. Storeby som vägrat att våldta kvinnan rapporterade brottet, när truppen återvände till militärbasen från sitt uppdrag. I början var det ingen befälhavare som vidtog någon åtgärd. Trots dödshot från soldaterna som deltog i våldtäkten och mordet var Robert M. Storeby fast besluten att få soldaterna straffade för brottet. När han rapporterade brottet till en högre instans, inleddes en brottsutredning; det var under dessa omständigheter som offret identifierades av sin syster som 21-åriga Phan Thi Mao. De fyra skyldiga soldaterna dömdes var och en för våldtäkt och mord i mars och april 1967. Tre av soldaterna dömdes till mellan 8 och 20 års fängelse, medan soldaten som hade knivhuggit kvinnan dömdes till livstids fängelse. Straffen kortades dock efter en tid och var och en av soldaterna fick 8 års fängelse, varav alla släpptes fria efter halva tiden. Alla soldaterna, förutom Robert M. Storeby, som vittnade om händelsen, avskedades från den amerikanska armén. 1992 dömdes en av de inblandade soldaterna för ytterligare ett mord i USA då han skjutit en afroamerikansk man till döds. I utbyte mot ett erkännande fick han ett års fängelse då han hävdade att det var i nödvärn.
Amerikanska armén kallade platsen där soldaterna höll kvinnan fången och dådet skedde för Hill 192, ungefär "höjd 192". När de sedan refererade till brotten kallades dessa "Incident on Hill 192", ungefär "händelsen på höjd 192".
Phan Thi Maos mor kontaktade den sydvietnamesiska armén, som var allierade med USA, för att söka efter dottern. De hittade henne inte men motståndarna i gerilla-armén FNL såg att modern hade kontakt med fiendesoldater och hon mördades därför.

## Böcker och filmer
När författaren och journalisten Daniel Lang fick höra om händelsen, skrev han 1969 en artikel i tidningen The New Yorker. Han skrev senare också en bok om händelsen, som han kallade Incident on Hill 192. 1970 gjordes den första filmen O.K. av Michael Verhoeven som baseras på händelsen. 1989 gjordes den mera kända filmen Uppgörelsen av Brian De Palma. Filmen hette Casualties of War, ungefär "Förluster i krig", vilket också var Daniel Langs namn på artikeln. Michael J. Fox och Sean Penn gjorde huvudrollerna och Fox spelar Robert M. Storeby (kallad Eriksson i filmen), medan Sean Penn spelar sergeant Tony Meserve, ledare för truppen.